# Handelsoverenskomsten mellem Argentina og Danmark
Handelsoverenskomsten mellem Argentina og Danmark er en dokumentarfilm instrueret af Olle Kinch efter manuskript af Poul Overgaard Nielsen.

## Handling
Reportagefilm om underskrivelsen af den dansk-argentinske handelsoverenskomst. Filmen giver desuden et indtryk af argentinsk landskab og agerbrug.